# Jack Cady
Jack Andrew Cady (* 20. März 1932 in Columbus, Ohio; † 14. Januar 2004 in Port Townsend, Washington) war ein amerikanischer Autor von Science-Fiction-, Fantasy- und Horror-Novellen, Kurzgeschichten und Romanen.

## Leben
Cady arbeitete ab 1952 zunächst vier Jahre lang für die Küstenwache in Maine, bevor er an der University of Louisville ein Studium begann, das er 1961 mit einem Bachelor abschloss. Er schlug sich mit verschiedenen Gelegenheitsjobs durch, vom Auktionator bis zum Lastwagenfahrer, die ihm später den Stoff für seine Geschichten lieferten. Seinen ersten (unveröffentlichten) Roman tippte er auf der Sitzbank seines Trucks mit einer alten Schreibmaschine. Schon bald stellte sich der erste Erfolg ein, und er gewann 1965 mit der Kurzgeschichte The Burning den Atlantic Monthly 'First' Award. Sein erstes Buch The Burning & Other Stories, erschienen 1972, enthält diese Kurzgeschichte und weitere, die bereits in renommierten amerikanischen Anthologien abgedruckt worden waren.
Tatsächlich zu seinem Beruf machte Cady das Schreiben aber erst 1974, als er nach Washington zog und dort eine Stelle als Creative-Writing-Lehrer an der University of Washington annahm. Er lehrte dieses Fach an mehreren Universitäten in den ganzen USA, bevor er nach Washington an die Pacific Lutheran University in Tacoma zurückkehrte und dort bis zu seiner Pensionierung 1992 unterrichtete.
Cady war nie ein bequemer Autor, er deckte eine Vielzahl von Themen und Genres ab und konnte trotz seiner Klasse keine durchgehenden kommerziellen Erfolge feiern. Trotzdem blieb er bis zu seinem Tod produktiv und veröffentlichte allein in seinen letzten Lebensjahrzehnt sieben Bücher bei vier verschiedenen Verlagen.
Cady war zweimal verheiratet, in zweiter Ehe mit der Autorin Carol Orlock, und hinterlässt vier Kinder aus seiner ersten Ehe.

## Auszeichnungen
- 1994 Nebula Award für die beste Novelle für The Night We Buried Road Dog
- 1994 World Fantasy Award für die beste Sammlung für The Sons of Noah and Other Stories
- 1994 Bram Stoker Award für die beste Novelle für The Night We Buried Road Dog
- 1994 HOMer Award für The Night We Buried Road Dog als beste Erzählung
- 1994 Science Fiction Chronicle Readers Poll für The Night We Buried Road Dog als beste Erzählung
- 2004 International Horror Guild Award in der Kategorie „Special Award“

## Bibliografie
Romane
- The Well (1981)
- McDowell’s Ghost (1981)
- The Jonah Watch (1981)
- Singleton (1981)
- The Man Who Could Make Things Vanish (1982)
- Dark Dreaming (1991; als Pat Franklin)
- Embrace of the Wolf (1993; als Pat Franklin)
- Inagehi (1994)
- Street (1994)
- The Off Season (1995)
- The Hauntings of Hood Canal (2001)
- Ghostland (2001)
- The Rules of ’48 (2008)

Sammlungen
- The Burning & Other Stories (1973)
- Tattoo (1978)
- The Sons of Noah & Other Stories (1992)
- The Night We Buried Road Dog (1994)
- Ghosts of Yesterday (2003)
- Phantoms: Collected Writings, Volume 1 (2015)
- Fathoms: Collected Writings, Volume 2 (2016)

Kurzgeschichten
1967:
- Ride the Thunder (1967)

1973:
- The Art of a Lady (1973, in: Jack Cady: The Burning & Other Stories)
- The Burning (1973, in: Jack Cady: The Burning & Other Stories)
- The Forest Ranger (1973, in: Jack Cady: The Burning & Other Stories)
- The Girl in the Orange Hat (1973, in: Jack Cady: The Burning & Other Stories)
- I Take Care of Things (1973, in: Jack Cady: The Burning & Other Stories)
- Land (1973, in: Jack Cady: The Burning & Other Stories)
- Play Like I’m Sheriff (1973, in: Jack Cady: The Burning & Other Stories)
- The Shark (1973, in: Jack Cady: The Burning & Other Stories)
- Text and Notes on a Sermon Preached in Harlan, Ky., Bluefield, West Va., Hamilton, Ohio, and Elsewhere (1973, in: Jack Cady: The Burning & Other Stories)
- Thermopylae (1973, in: Jack Cady: The Burning & Other Stories)
- The Troll (1973, in: Jack Cady: The Burning & Other Stories)
- With No Breeze (1973, in: Jack Cady: The Burning & Other Stories)

1978:
- Flying Home (1978, in: Jack Cady: Tattoo)
- James Jones (1978, in: Jack Cady: Tattoo)
- Now We Are Fifty (1978, in: Jack Cady: Tattoo)
- The Priest (1978, in: Jack Cady: Tattoo)
- Tattoo (1978, in: Jack Cady: Tattoo)
- Term (1978, in: Jack Cady: Tattoo)

1988:
- By Reason of Darkness (1988, in: Douglas E. Winter (Hrsg.): Prime Evil)
  - Deutsch: Wegen des Dunkels. Übersetzt von Walter Ahlers und Joachim Körber. In: Douglas E. Winter (Hrsg.): Horror vom Feinsten. Heyne Jumbo #17, 1989, ISBN 3-453-03341-8.

1990:
- Resurrection (1990, in: Charles G. Waugh, Frank D. McSherry Jr. und Martin H. Greenberg (Hrsg.): Western Ghosts: Haunting, Spine-Chilling Stories from the American West)
- The Curious Candy Store (in: Pulphouse: The Hardback Magazine Issue 7: Spring 1990)

1991:
- The Sons of Noah (in: Omni, January 1991)
- A Sailor’s Pay (1991, in: Charles L. Grant (Hrsg.): Final Shadows)

1992:
- The Patriarch (1992, in: Jack Cady: The Sons of Noah & Other Stories)
- Tinker (1992, in: Jack Cady: The Sons of Noah & Other Stories)

1993:
- The Night We Buried Road Dog (in: The Magazine of Fantasy & Science Fiction, January 1993)
  - Deutsch: Die Nacht, als wir Pistenhengst begruben. Übersetzt von Horst Pukallus. In: Ronald M. Hahn (Hrsg.): Ansleys Dämonen. Heyne SF&F #5341, 1995, ISBN 3-453-08587-6.

1994:
- Our Ground and Every Fragrant Tree Is Shaded (in: The Magazine of Fantasy & Science Fiction, September 1994)

1995:
- Point Vestal (in: Pirate Writings, #8 1995)

1996:
- The Bride: A Romance (in: Century, Number 4, January-February 1996)
- Kilroy Was Here (in: The Magazine of Fantasy & Science Fiction, July 1996)
  - Deutsch: Kilroy war hier. Übersetzt von Cecilia Palinkas. In: Ronald M. Hahn (Hrsg.): Werwolf im Schafspelz. Heyne SF&F #6314, 1999, ISBN 3-453-14985-8.

1998:
- Daddy Dearest (1998, in: Ed Gorman und Martin H. Greenberg (Hrsg.): The UFO Files)
- The Best Left Neglected Library of Dry Facts (1998, in: Jack Cady: The Night We Buried Road Dog)

2000:
- Jeremiah (in: The Magazine of Fantasy & Science Fiction, September 2000)

2002:
- Weird Row (in: The Magazine of Fantasy & Science Fiction, September 2002)

2003:
- The Ghost of Dive Bomber Hill (2003, in: Jack Cady: Ghosts of Yesterday)
- Israel and Ernest (2003, in: Jack Cady: Ghosts of Yesterday)
- Jacket Copy (2003, in: Jack Cady: Ghosts of Yesterday)
- The Lady With the Blind Dog (2003, in: Jack Cady: Ghosts of Yesterday)
- Support Your Local Griffin (2003, in: Jack Cady: Ghosts of Yesterday)
- The Time That Time Forgot (2003, in: Jack Cady: Ghosts of Yesterday)
- Truck Gypsy Blues (2003, in: Jack Cady: Ghosts of Yesterday)
- The Twenty-Pound Canary (in: The Magazine of Fantasy & Science Fiction, June 2003)
- Seven Sisters (2003, in: Ellen Datlow (Hrsg.): The Dark: New Ghost Stories)
- The Parable of Satan’s Adversary (in: Talebones #27, Winter 2003)
- Miss Molly’s Manners: A Book of Etiquette for Dogs (2003; mit Carol Orlock)

2004:
- Fog (in: The Magazine of Fantasy & Science Fiction, December 2004)

2005:
- The Souls of Drowning Mountain (2005, in: Kealan Patrick Burke (Hrsg.): Taverns of the Dead)

2016:
- A Poet in the School: or, The Mystery of the Missing Mouse (2016, in: Jack Cady: Fathoms: Collected Writings, Volume 2)
- The Sounds of Silence (2016, in: Jack Cady: Fathoms: Collected Writings, Volume 2)
- Wintering (2016, in: Jack Cady: Fathoms: Collected Writings, Volume 2)
- Welcome Sweet Springtime (2016, in: Jack Cady: The Hauntings of Hood Canal)

Sachliteratur
- The American Writer: Shaping a Nation’s Mind (1985)
- Dear friends, being a letter to the I.R.S. wherein the author explicates his non-compliance with certain Federal tax regulations and details a number of inalienable rights (1986)